# کرلینگ
کِـرلینگ (به انگلیسی: Curling) ورزشی است که با هُل دادن سنگ‌ها روی صفحاتِ یخی انجام می‌شود. این سنگ‌ها به سمتِ هدفی متشکل از سه دایره متداخل لغزانده می‌شوند. کرلینگ در اواخر قرون وسطی در اسکاتلند به وجود آمد. اولین منابع مکتوب در مورد بازی با سنگ بر روی یخ مربوط به آثار صومعهٔ پیزلی (Paisley Abbey)، در رنفروشایر در فوریه سال ۱۵۴۱ می‌باشد. کرلینگ بازی گروهی ورزشی و تفریحی است که بین دو گروه روی سطح بسیار مسطح و هموار یخ انجام می‌شود. در این بازی گرده‌ای سنگین از جنس سنگ خارا را، که «سنگ» خوانده می‌شود، به سوی نقطه هدف، که «خانه» خوانده می‌شود، رها می‌کنند. برای اثرگذاری در مسیر سنگ، دو تن از بازیکنان جلو و اطراف سنگی را که در حال حرکت است جارو می‌زنند. هر بازی ده دور انجام می‌شود. هر تیم چهار بازیکن دارد و می‌تواند هشت سنگ رها کند. گروهی که در آخر بازی بیشترین امتیاز را داشته باشد برنده است. امتیاز بر اساس نزدیکی سنگ‌ها به نقطه هدف تعیین می‌شود.
کرلینگ از بازی‌های کهن اسکاتلند است و امروزه در بسیاری از کشورها رواج دارد. کرلینگ از بازی‌های المپیک زمستانی نیز هست.

## خاستگاه

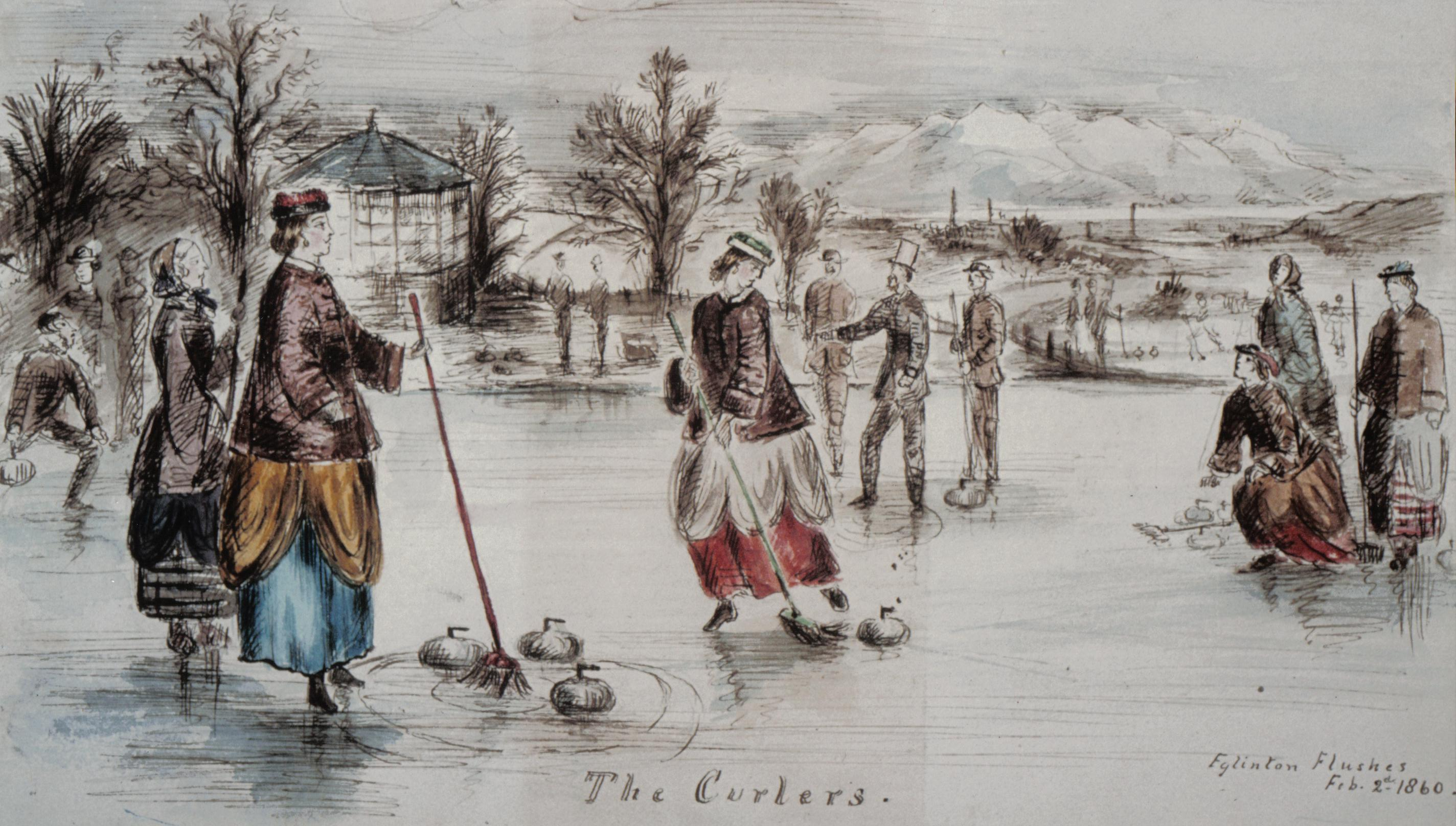
بازی کرلینگی که در قلعه اگلینگتن، در آیشایرِ اسکاتلند در حال برگزاری است. خانه کرلینگ در سمت چپ عکس قابل مشاهده است..

کرلینگ در قرون وسطی و در اسکاتلند ایجاد شد. اولین منبعی که به این مسابقه اشاره دارد در پرایسلی ابی، رنفرشایر و در فوریه ۱۵۴۱ ثبت شده‌است. دو نقاشی، «چشم‌انداز با تلهٔ پرنده» و «شکارچیان در برف» (هردو متعلق به ۱۵۶۵) اثرِ پیتر بروهل برزگ این ورزش را به تصویر کشیده‌اند.
شواهد نشان می‌دهد که کرلینگ از ابدای قرن ۱۶ام بازی می‌شده. همچنین اولین زمینی که با هدف کرلینگ ساخته شده دارای ۱۰۰ متر عرض و ۲۵۰ متر طول بوده‌است.

## کرلینگ در المپیک
کرلینگ به صورت رسمی از المپیک ۱۹۹۸ وارد المپیک شد. در حال حاضر مسابقات در دو دسته شامل تیم‌های مردان و زنان برگزار می‌شود. تیم ترکیبی نیز به عنوان یک گروه جدید در نظر گرفته شد ولی حضورش در المپیکِ ۲۰۱۰ رد شد.
در فوریهٔ ۲۰۰۲، کمیته بین‌المللی المپیک تصمیم گرفت تا مسابقاتی که در خلالِ المپیک ۱۹۲۴ صورت گرفته را اولین حضور رسمیِ این مسابقات در المپیک قلمداد نماید. در آن المپیک تیم بریتانیای کبیر و ایرلند برنده دو طلا و نقره شدند و تیم‌های سوئد و فرانسه برنز کسب کردند. از المپیک زمستانی ۱۹۹۸، تیم مردانِ کانادا در مسابقات مردان حکمفرمایی می‌کند. این تیم در المپیک‌های ۲۰۰۶، ۲۰۱۰، ۲۰۱۴ طلا و در۱۹۹۸، ۲۰۰۲ مدال نقره کسب کرده‌است. تیم زنان کانادا نیز در ۱۹۹۸ و ۲۰۱۴ مدال طلا و نیز در ۲۰۱۰ نقره و در ۲۰۰۲ و ۲۰۰۶ نیز مدال برنز کسب کرده‌است.

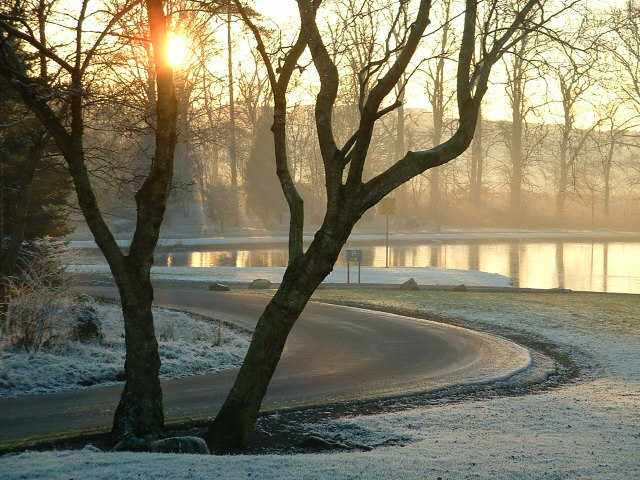
زمینِ مخصوصِ کرلینگ در کولزیوم، کیلسیث، اسکاتلند

## تجهیزات

### صفحه

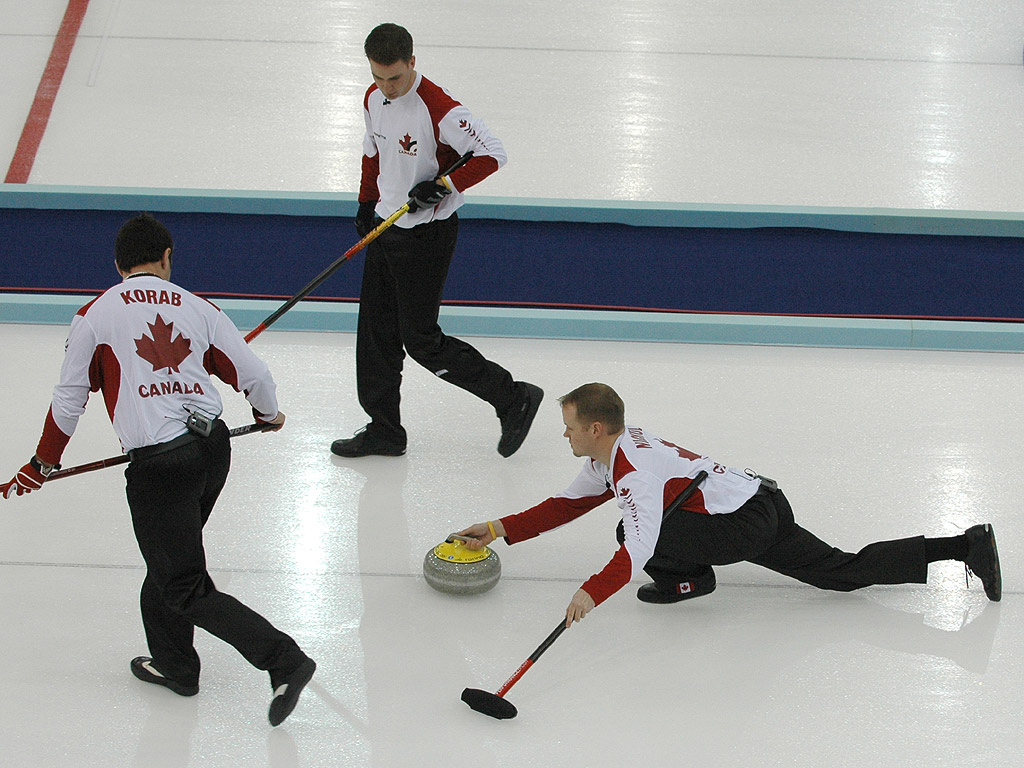
بازیکن تیم کرلینگ کانادا، در المپیک زمستانی تورین، سنگ را به سوی هدف رها می‌کند.

یک صفحهٔ کرلینگ، با اندازه‌هایی برحسب فوت. CL: Centreline • HOL: Hogline • TL: خطTee • BL: خط عقب • HA: خط هک • FGZ: منطقه آزاد

هدف، که «خانه» نامیده می‌شود در انتهای دو صفحه نقش بسته‌است. این «خانه» شامل سه حلقه متداخل است که بر سطح زمین رنگ‌آمیزی شده‌است. این رنگ‌آمیزی زیر سطح یخ و با رنگ‌های جداگانه و مشخص است. این حلقه‌ها که براساس قطرشان شناخته می‌شوند شامل حلقه‌ایی ۴-فوتی، ۸ فوتی و ۱۲ فوتی است. حلقه‌ها به داور مسابقه کمک می‌کند تا سنگ‌هایی که به مرکز نزدیک‌تر هستند را راحت‌تر شناسایی نمایند. این حلقه‌ها دارای امتیاز نیستند، تنها سنگی (یا سنگ‌هایی) به عنوان امتیاز محسوب می‌شوند که به مرکز نزدیک‌تر باشند.
کرلینگ یک ورزش زمستانی است
تمام خانه‌ها در «خط مرکزی» مشترک هستند و این خط مرکز آن‌هاست. این خط در تمام صفحه کشیده شده دو خط ۳۷ فوتی به موازات خانه‌ها رسم شده‌است. پرتاب‌گر از مکان هم تا این خطوط می‌تواند دستهٔ «سنگ» را در اختیار داشته باشد و به آن سرعت و جهت دهد. پس از این «سنگ» نباید لمس گردد.
خطوط «Tee» در تقاطع با خط مرکز، خانه را به چهار بخش تقسیم کرده‌اند. مرکز هر خانه، در تقاطع خطوط و مرکز دایره‌ها، «دکمه» قرار دارد.
بخش عمده ای از کار آماده‌سازی سطح بازی، پاشیدن قطره‌های آب روی یخ است که در زمان انجماد سنگریزه‌هایی را تشکیل می‌دهند. سطح یخ گلوله شده مانند پوست پرتقال است و سنگ، روی بخش بالایی یخ گلوله شده حرکت می‌کند. سنگریزه‌های ایجاد شده همراه با کف مقعر سنگ، موجب کاهش اصطکاک بین سنگ و یخ می‌شود و به سنگ اجازه می‌دهد به مکانی دورتر حرکت کند . همزمان که سنگ روی سنگریزه‌ها حرکت می‌کند، هر گونه چرخش سنگ باعث پیچش آن یا حرکت در مسیری منحنی می‌شود.
مقدار پیچش (که اغلب به آن پاهای پیچنده می‌گویند) می‌تواند در طول بازی متناسب با فرسایش سنگریزه‌ها تغییر کند؛ سازنده یخ باید این موضوع را پایش کند و آماده باشد تا پیش از هر بازی سطح را خراش و دوباره سنگریزه آن را تغییر دهد. 

### سنگ کرلینگ

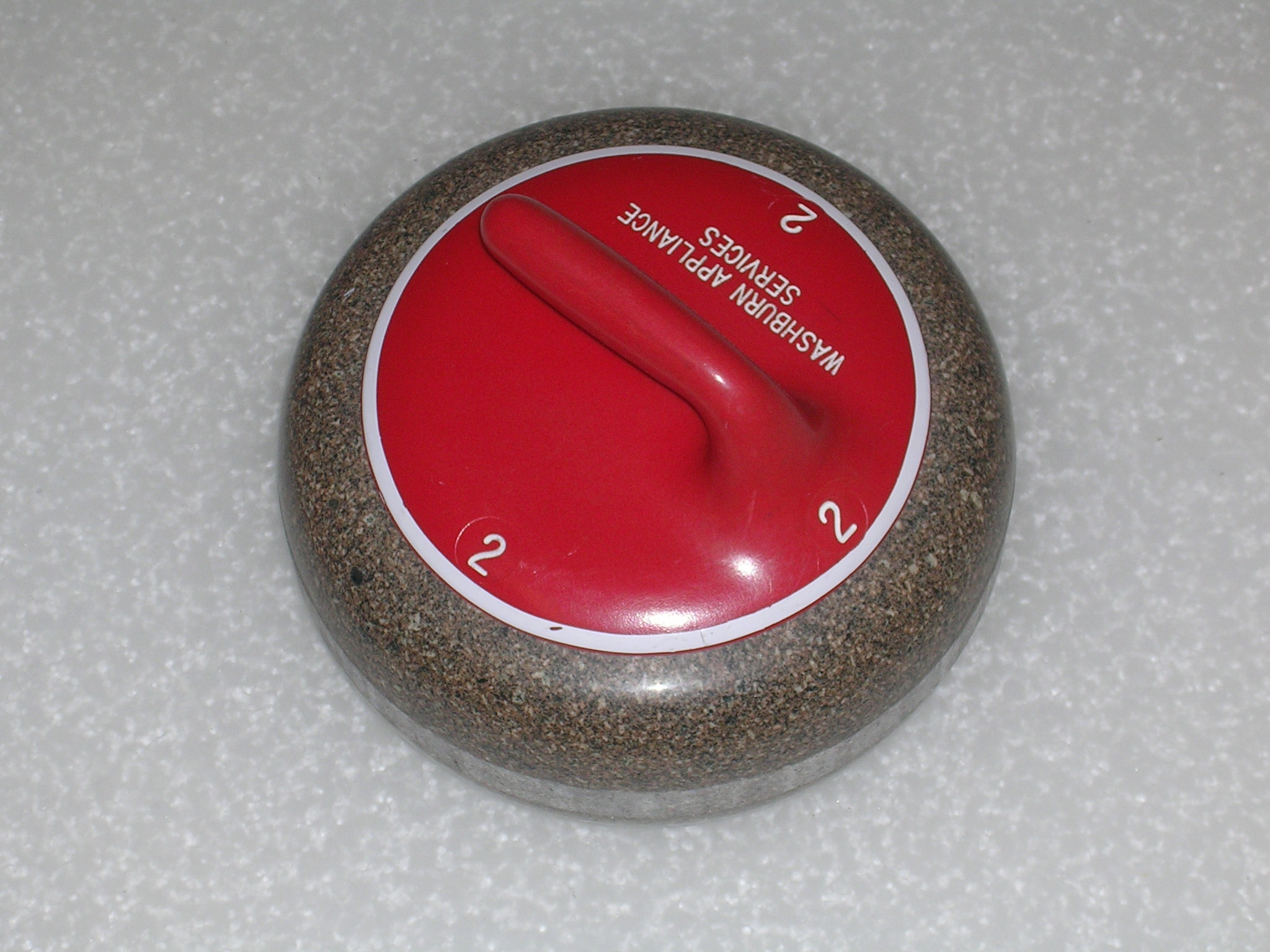
'«سنگِ» کرلینگ (یا صخره) از گرانیت درست شده‌است.

سنگ کرلینگ (که گاهی در آمریکای شمالی به آن «صخره» (Rock) می‌گویند) سنگی درست شده از گرانیت است. مشخصات این سنگ توسط فدراسیون جهانی کرلینگ اعلام شده‌است: وزنش بینِ ۳۸ و با حداکثر محیطی برابر با ۳۶ اینچ (۹۱۰ میلیمتر) و حداقل ارتفاعِ ۴٫۵ اینچ (۱۱۰ میلیمتر) تنها بخشی از سنگ که با یخ در تماس است، «سطح رونده» (به انگلیسی: running surface) نامیده می‌شود. این سطح لایه‌ای نازک، تخت، حلقوی به پهنایِ ۰٫۲۵ تا ۰٫۵۰ اینچ (۶٫۴ تا ۱۲٫۷ میلیمتر) و قطرِ ۵ اینچ (۱۳۰ میلیمتر) است. گرانیتِ این سنگ از دو منبع تهیه می‌شود: یکی ایلسا کریگ، جزیره‌ای در اسکاتلند و دیگر ترفور در ولز است.

### جاروی کرلینگ

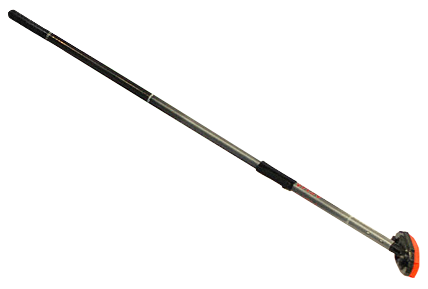
جاروی کرلینگ

«جاروی کرلینگ» (به انگلیسی: Curling broom) ابزاری است که برای پاک کردن مسیرِ سنگ استفاده می‌شود. از این جارو برای ایجاد تعادل نیز استفاده می‌شود. پیش از دههٔ ۵۰ میلادی، بیشترِ جاروی‌های کرلینگ از ساقهٔ ذرت ساخته می‌شد و شبیه به جاروهای خانگی بود. در ۱۹۵۸ «فرن مارچسولت» از مونترال، نی ذرتِ مرکز جارو را سروته کرد؛ که از آن به «بلک‌جک» (به انگلیسی: Blackjack) یاد می‌شود.

نمایش پیکتوگرام کرلینگ